# Piuro
Piuro (Piür in dialetto chiavennasco,  in romancio, Plurs in tedesco) è un comune italiano sparso di 1 910 abitanti della provincia di Sondrio in Lombardia, situato a nord-ovest del capoluogo della provincia.
Il nome deriverebbe dal latino plorare (piangere) in ricordo di un'antica catastrofe, che distrusse l'antico borgo di Belforte nel secolo IX, secondo Johann Guler von Wyneck, che nel 1587-88 fu Governatore Generale della Valtellina, allora sotto il potere dei Grigioni.
Dopo la frana del 4 settembre 1618, il paese di Piuro venne cancellato, lasciando sul territorio diverse frazioni che hanno mantenuto la vecchia denominazione a livello comunale. Il Comune e le maggiori attività produttive si trovano in località Prosto, mentre altri nuclei importanti sono Borgonuovo, Santa Croce e Savogno.

## Geografia fisica
Il territorio comunale di Piuro si estende su due diverse valli: a sud nella Val Bregaglia, tra i comuni di Chiavenna e di Villa di Chiavenna, ove vi sono svariati nuclei abitati su entrambi i fianchi della Valle, sulla strada che conduce da Chiavenna al passo del Maloja. A Nord la Val di Lei appartiene quasi totalmente al territorio di Piuro. Dal 1961 buona parte della valle è occupata da un lago artificiale.
In virtù di questa particolare disposizione, Piuro è uno dei pochi comuni italiani che si estende al di là dello spartiacque alpino, con il Reno di Lei.
Dal lato meridionale, oltre al Mera, corso d'acqua principale, vi sono svariati torrenti, il più noto dei quali è l'Acquafraggia.

## Storia

Sommario di alcuni statuti civili e criminali delle giurisdizioni di Chiavenna e Piuro, 1794

Secondo la narrazione di Guler Von Wyneck, il primo nucleo abitato nella zona di Piuro era stato Belforte:
(Johann Guler von Wyneck, 1616)
Il paese rifondato di Piuro, compare citato per la prima volta con il nome “Prore” nel 973, in seguito compare con il toponimo di “Plurium”; si estese rapidamente e raggiunse una notevole prosperità.
Nel XII secolo Piuro si staccò da Chiavenna, divenendo comune autonomo con un proprio podestà.
I mercanti piuraschi erano noti in tutta l'Europa, in special modo per il commercio della seta (proveniente dal Lario), del vino (prodotto nella zona), e dei "laveggi", pentole di antica produzione locale in pietra ollare (materiale ottenuto direttamente da cave presenti in loco a Piuro). Inoltre godeva anche di una posizione strategica che la collocava al centro dei traffici commerciali che dall’Italia portavano in tutta Europa, riscuotendo i dazi sulle merci in transito, verso il passo del Settimo (oggi nei Grigioni svizzeri), e verso il lago di Como.
Gran parte delle ricchezze guadagnate con i commerci venne reinvestita in cultura ed arte: purtroppo, a causa della frana del 1618 sopravvivono poche testimonianze, tra cui il Palazzo Vertemate-Franchi (che deve il proprio nome alla famiglia vertematese dei Della Porta, proprietaria di numerosi palazzi spazzati via dallo smottamento). Tuttavia ci rimangono diversi resoconti, come due stampe contenute in una raccolta seicentesca di Matthäus Merian e Martin Zeller, nelle quali è possibile identificare alcuni dei principali edifici travolti dalla frana:
- la tre chiese di San Giovanni, Santa Maria e San Cassiano,
- un castello appartenente ai Beccaria,[5]
- palazzo Brochi e palazzo del Podestà.

Un altro esempio è uno scritto del 1492 di un ambasciatore veneziano, il quale parla di
Piuro non risentì neanche del passaggio dal Ducato di Milano al Cantone dei Grigioni, avvenuto nel 1512. Dopo la Riforma Protestante, come la vicina Chiavenna, i territori bregagliotti diventarono un rifugio per i protestanti italiani, elevandone il livello socio-culturale.
Difatti Monsignor Antonio Colombo, nel suo libro Piuro Sepolta ci racconta dell'unicum sorto a Piuro:
Per tali motivi, la sua distruzione ebbe larga risonanza, soprattutto in Germania, e tante notizie, oltre che dagli scritti, sono giunte a noi dalla tradizione, che è andata alquanto fantasticando, come è ovvio, in casi del genere, sul modo di vivere e di comportarsi dei Piuresi e sulle ricchezze sepolte sotto la colossale frana. E la eco sarebbe stata ancor maggiore se altre vicende grosse non fossero accadute in Europa ed in Valtellina quali le lotte religiose tra Riformati e Cattolici, sfociate nel « Sacro Macello » (1620) e le guerre tra le varie Potenze che si contendevano il dominio d'Italia»
Il 10 dicembre 1608 le autorità grigie operarono il distacco di Villa di Chiavenna dal territorio comunale.
La catastrofe del 4 settembre 1618 (nei Grigioni, non essendo stato adottato il calendario gregoriano, era il 25 agosto) vide l'immane frana staccarsi dal Monte Conto cancellando così Piuro: non vi fu nulla da fare, nonostante i tempestivi soccorsi dalla vicina Chiavenna, coordinati dal commissario grigionese Fortunato Sprecher. Le vittime furono valutate dallo stesso Sprecher nel numero di 900, mentre lo storico contemporaneo Benedetto Parravicini aumentò questa cifra di 300 unità, per un totale di 1 200 persone.
La frana cancellò non solo il paese e le sue ricchezze, ma anche intere famiglie. I pochi superstiti e i piuraschi scampati alla rovina fondarono Borgonuovo. Il disastro ebbe vasta eco in tutta Europa, finendo per essere citato a distanza di secoli da Ludovico Antonio Muratori e Immanuel Kant.
Da quel momento Piuro non ebbe più alcuna rilevanza politica, seguendo in tutto le vicende di Chiavenna.

### Simboli

Emblema utilizzato dal Comune

Lo stemma e il gonfalone del comune di Piuro sono stati concessi con decreto del presidente della Repubblica del 9 giugno 1965.
Nello stemma è raffigurata un'aquila coronata dal volo abbassato di nero, circondata dalla scritta COMUNITAS PLURII. Il Comune utilizza una bandiera costituita da un drappo di bianco caricato dello stemma storico.

## Monumenti e luoghi d'interesse

### Architetture religiose
- Chiesa di San Martino ad Aurogo: (XI secolo[14][15][16]), poco lontano da Santa Croce, al cui interno si conservano alcuni fra i più antichi affreschi della Provincia di Sondrio,[14] risalenti al 1030-1050. Di autore ignoto, gli affreschi rappresentano alcune scene delle vite di Gesù e di San Martino, e vengono attribuiti alla scuola del Maestro dell'Apocalisse di Civate e la sua squadra. Posta[non chiaro] da papa Alessandro III tramite una bolla pontificia datata 1178,[15] la chiesa è caratterizzata da un campanile romanico con archetti ciechi e 5 ordini di bifore.[15] Al XVIII secolo risalgono la costruzione della navata laterale e il rifacimento dell'abside e della facciata[15].
- Chiesa dell'Invenzione della Croce: si trova nel paese di Santa Croce. È a insolita pianta circolare e in virtù di questo è conosciuta come Chiesa Rotonda,[14] fu nominata la prima volta nel 1176 (o 1178[14]), viene però fatta risalire al periodo precristiano, magari come tempio dedicato alla Dea Madre. All'interno si conserva l'ancona lignea di Yvo Strigel di Memmingen, forse trasportata a Piuro dopo il passaggio al luteranesimo da parte della parte svizzera della Val Bregaglia (1522)[14]. Questo altare a sportelli, datato 1499, è l'unico altare ligneo giunto sino ai nostri giorni.
- Chiesa di Santa Maria Assunta: situata a Prosto nei pressi dell'antico Ospitale,[14] la chiesa fu costruita tra il 1605 e il 1628, sul luogo di una presunta apparizione mariana.[17] Più volte rielaborata nel corso dei secoli, la chiesa fu riccamente ornata in stile barocco,[14][17] per conto di un banchiere di Piuro emigrato a Parigi.[14] Nel 1664 la chiesa fu elevata al rango di collegiata, titolo che mantenne fino al 1986.[17] Nel 1886 la chiesa fu teatro della prima messa celebrata da san Luigi Guanella.[17] Internamente, la chiesa si presenta come un edificio a navata unica, nella quale si aprono una cappella dedicata al Battista e una intitolata alla Madonna della Cintura.[17] Tra le opere d'arte conservate nella chiesa, si fanno notare alcuni confessionali e un coro in legno[14], oltre a un ciclo di sei tele mariane realizzate dal francese Jacques de Létin (artista formatosi a Roma presso la bottega di Simon Vouet).
- Chiesa dei Santi Cassiano, Abbondio e Luigi Guanella: la chiesa, costruita nel XX secolo, si trova in località Borgonuovo. Sul sagrato si trova una scultura in pietra ollare, realizzata da Nicolas Viry in occasione della santificazione di Luigi Guanella (2011).[17]
- Chiesetta di San Giovanni Battista: si trova al centro del nucleo di Dasile (1032 m.s.m), costruita nel 1689 con le donazioni da parte di alcuni emigrati a Venezia.[14]
- Chiesetta di Sant'Abbondio: costruita in località Borgonuovo, ospita il Museo degli scavi dedicato alla Piuro prima del 1618 e contenente i reperti ritrovati dall'Associazione Italosvizzera degli Scavi di Piuro.
- Capèla di Mòort: a Borgonuovo,[18]  sulla strada per Scilano,[18] si può vedere una struttura restaurata nel 2019 in occasione del 401º anniversario della frana di Piuro del 4 settembre 1618. Situata in corrispondenza dell'epicentro della catastrofe, la struttura ricorda le mille persone perite sotto la frana. Il restauro ha previsto il rifacimento della parte absidale e la realizzazione di una corte antistante la cappella.[18]
- Cappella gentilizia di Palazzo Vertemate-Franchi (XVII secolo), in stile barocco,[19] costruita in prossimità dello stesso palazzo su commissione di Daniele e Francesco Vertemate[20]. Internamente, ospita una pala d'altare sul tema dell'Incoronazione di Maria[21].

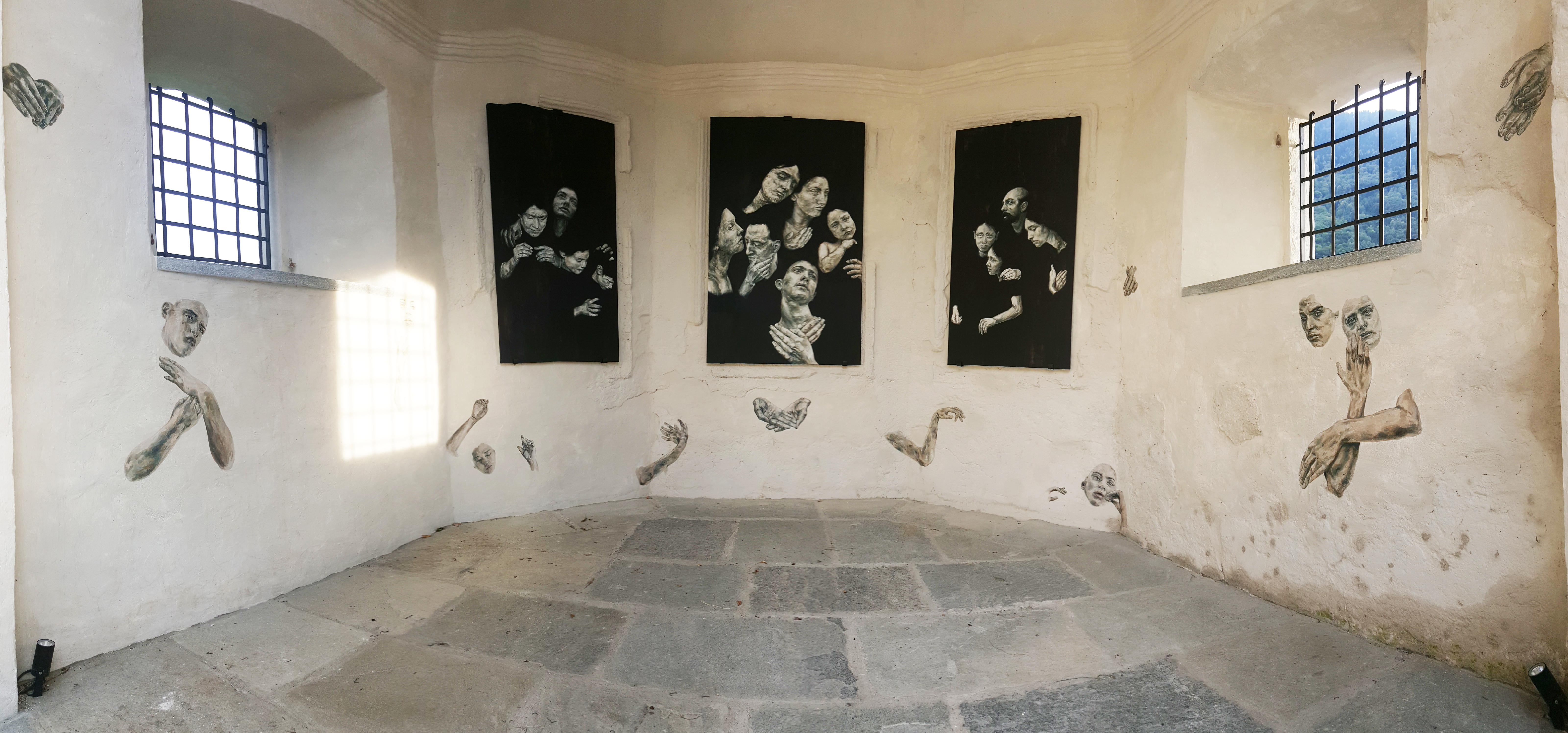
La Capèla di Mòort, parte bassa dell'intervento artistico

### Architetture civili

#### Palazzo Vertemate-Franchi
Una delle poche testimonianze storiche della Piuro precedente al 1618, fu costruito a partire dal 1577 in località Cortinaccio (o Rongaglia) di Prosto da Luigi e Guglielmo Vertemate, come residenza di campagna forse realizzata sulla base di una precedente dimora. Dopo la catastrofe rimase come palazzo principale della famiglia fino agli inizi del XX secolo, venendo via via restaurato ed abbellito da numerose opere d'arte. Internamente arricchito da affreschi seicenteschi attribuiti alla famiglia di pittori Campi e da soffitti intarsiati, nel corso del Novecento il palazzo divenne definitivamente proprietà del Comune di Chiavenna, al termine di una serie di passaggi di mano che coinvolsero le famiglie Brianzi, Feltrinelli e Bonomi. Negli anni in cui la dimora fu proprietà della famiglia di Napoleone Brianzi - periodo iniziato con l'acquisto direttamente dall'ultima erede dei Vertemate-Franchi (1902) e terminato con la vendita ad Antonio Feltrinelli e Luigi Bonomi (1937) - presso il palazzo soggiornarono Giovanni Bertacchi e Giosuè Carducci.
Da un punto di vista architettonico-decorativo, il palazzo è assimilabile a strutture quali Villa Medici di Marignano di Frascarolo e Villa Cicogna Mozzoni di Bisuschio. Esternamente, la dimora si presenta con una facciata introdotta da un giardino formale a due livelli, nel quale trova posto una peschiera dotata di doppia esedra. Nell'area est del giardino, una scalinata seicentesca conduce a un bosco di castagni.
Dotato di impianto a "U", il palazzo comprende una parte orientale su tre livelli e una parte occidentale a due piani. Il portale d'ingresso, realizzato a bugnato, è dominato dallo stemma della famiglia da cui il palazzo deriva il proprio nome. L'accesso conduce a un atrio riccamente affrescato, così come lo l'ampio salone che, al pianterreno dell'ala occidentale è detto Salone di Mercurio e Giove, dotato di copertura a volta con lunette. Decorato ad affresco è anche il soffitto della Sala di Giunione e delle Udienze, stanza al pianterreno internamente rivestita di legno intarsiato e dotata di porta lignea intagliata in stile rinascimentale. Dello stesso materiale è il soffitto scolpito della Sala dello Zodiaco, aula che deve il proprio nome alla presenza di dipinti raffiguranti i mesi dell'anno. Quest'ultima sala si trova ai piani superiori, dove trova posto anche una serie di stanze dotate di pareti affrescate e coperture a cassettoni: la Camera del Vescovo, la Sala delle Cariatidi (all'estremità sud della dimora) e la Stanza degli Amici.

#### Belfort e il campanile di Sant'Abbondio
Sul luogo dell'antica Piuro, si possono ammirare i resti di uno degli otto palazzi dei Vertemate in Piuro. Questo luogo, Belfort o Pe dei Rovan, è raggiungibile attraverso la pista ciclabile, a poca distanza dal centro abitato di Borgonuovo in direzione est. Anche il campanile di Sant'Abbondio, datato 1600, è scampato alla furia delle frane piurasche, anche se la chiesa ad esso connessa fu invece travolta da un'alluvione del torrente Drana nel 1755. È visitabile.

#### Siti archeologici
Sulla sponda orografica sinistra della vallata, si trovano le aree archeologiche di Piuro Antica. In via della Conca si trovano gli scavi degli svizzeri del 1963-1966, sulla via che porta a Scilano invece si trovano gli scavi archeologici del 2016-2022. Nel settembre 2021 sono rinvenute sei sepolture risalenti probabilmente tra la fine del IV e l'inizio del V secolo. Gli scavi attuali sono condotti dall'Università di Verona.

### Aree naturali
- Le cascate dell'Acquafraggia
- Lago della Val di Lei
- Parco delle Marmitte dei Giganti

## Società

### Evoluzione demografica
Abitanti censiti

## Cultura
Lungo i sentieri e nelle antiche contrade di Piuro si possono trovare anche gli antichi torchi a trave pesante, utilizzati per la pigiatura dell'uva e la successiva pressatura delle vinacce. Uno si trova alle stalle dei Ronchi di Savogno, uno a Santa Croce a pochi passi dalla chiesa Rotonda, e l'altro nella frazione montana di Crana.

### Artigianato
Nella frazione di Prosto è presente uno degli ultimi laboratori di pietra ollare della provincia di Sondrio, situato nei pressi della chiesa parrocchiale.

### Cucina
Nella frazione di Prosto hanno origine i famosi biscottini di Prosto.

## Geografia antropica
Il comune di Piuro è suddiviso in 3 frazioni:

### Prosto
È il centro principale e la sede del municipio, e conta complessivamente circa 1 000 abitanti; è il primo paese che si incontra arrivando da Chiavenna sulla strada principale e si trova a un'altitudine di circa 400 m s.l.m.
Si compone di 7 contrade, situate tutte sulla destra orografica della Mera e indicate dalla segnaletica comunale:
- Cà Bascian (Case dei Bassani)
- Cà de' Cenni (Case dei Cenni)
- Cà de' Pedrini (Case dei Pedrini)
- Giuppedi
- Roganti
- Rovedè
- Martinucci

Al paese di Prosto afferiscono anche le seguenti località:
- Destra orografica
  - Crana, villaggio situato sul terrazzamento nord della valle a 558 m s.l.m., si può raggiungere con la strada apposita costruita negli anni '90 del XX secolo
  - Sasso, località situata circa a metà della strada che conduce a Crana, a 458 m di altitudine
  - Cortinaccio, paesino situato nella parte nord-est di Prosto, in prossimità del Palazzo Vertemate Franchi, a 428 m di altitudine
- Sinistra orografica
  - La zona della chiesa, in corrispondenza del ponte sulla Mera, a un'altitudine di circa 380 m
  - Crotti di Prosto, situata poco a valle della chiesa sulla strada ciclabile per i Crotti di Poiatengo e Chiavenna

### Borgonuovo
È il secondo centro per popolazione, con circa 650 abitanti, e il secondo che si incontra salendo da Chiavenna. Sorse nel luogo dell'antica Piuro dopo la sua distruzione avvenuta nel 1618, e proprio da questo fatto deriva il suo nome. La sua altitudine è di circa 420 m s.l.m.
Al centro afferiscono anche le seguenti località:
- Dasile, a 1032 m
- Sant'Abbondio, a 430 m
- Sarlone, a 440 m
- Savogno, a 932 m, la strada carrozzabile per raggiungerlo parte da Villa di Chiavenna
- Scilano, a 430 m

### Santa Croce
È l'ultimo centro per popolazione, con poco meno di 250 abitanti, e anche l'ultimo arrivando da Chiavenna; si trova a 500 m di altitudine. Il paese di Santa Croce propriamente detto è quello situato sulla destra orografica della Mera, mentre i restanti luoghi, situati invece sulla sinistra orografica del fiume dall'altra parte del ponte, sono elencati di seguito:
- Aurogo, a 506 m, situato lungo la strada ciclabile verso Borgonuovo
- Punt, il nome della zona situata in prossimità del ponte sulla Mera
- Quartini, a 550 m, poco sopra Punt

## Amministrazione
Piuro fa parte della Comunità montana della Valchiavenna.